# Lithacodia picatina
Lithacodia picatina är en fjärilsart som beskrevs av Louis Beethoven Prout 1921. Lithacodia picatina ingår i släktet Lithacodia och familjen nattflyn. Inga underarter finns listade i Catalogue of Life.